# Rafaï Airport

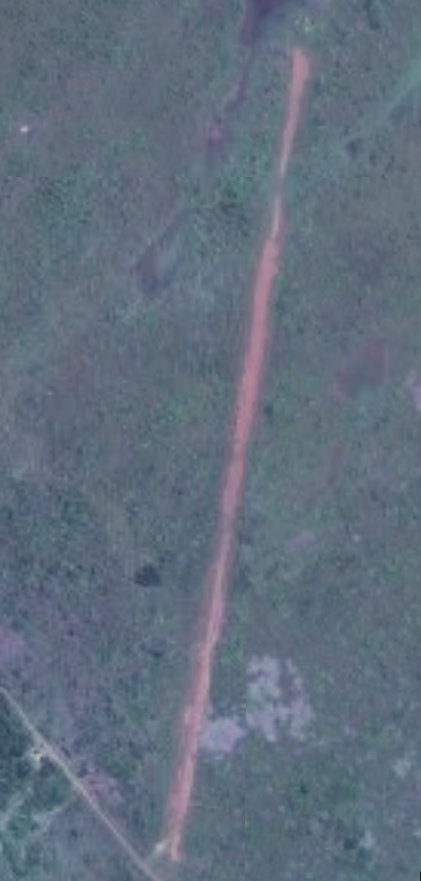
Rafaï Airport

Rafaï Airport (IATA: RFA, ICAO: FEGR) är en statsägd flygplats i staden Rafaï i Centralafrikanska republiken.